# Tōjō Shōtarō
Tōjō Shōtarō (japanisch 東城 鉦太郎; geboren 6. April 1865 in Edo (Provinz Musashi); gestorben 30. Juni 1929 in der Präfektur Chiba) war ein japanischer Maler im „westlichen“ Yōga-Stil.

## Leben und Wirken
Tōjō Shōtarō studierte Malerei unter Kawamura Kiyoo. 1887 erhielt er eine Belobigungsurkunde auf der „Tokio Messe zur Förderung der Künste“ (東京府工芸品共進会). 1889 konnte er bei der Ausstellung der „Meiji bijutsu-kai“ das Bild „Taketori“ (竹取) – „Bambusschneider“ zeigen. Später wurde er Mitglied der Gesellschaft und stellte dort weiter Bilder aus, bis sich die Gesellschaft 1901 auflöste. Er schloss sich dann der „Tomoe-kai“ (巴会) an, die von Kawamura, Goseda Hōryū II. (1864–1943) und anderen gegründet wurde.
Tōjō wurde eingeladen, für die Meiji-Gedächtnisgalerie eins von 50 Gemälden im westlichen Stil beizusteuern. Er schuf dafür das Bild „Triumphale Flottenparade“ (凱旋観艦式, Gaisen kankanshiki).
Ursprünglich Landschaftsmaler, dann als Kriegsmaler bekannt, hinterließ Tōjō Werke wie „Numazu Matsubara“ (沼津松原), „Sarubiki“ (猿曳) – „Affendompteur“, „Kesshitai“ (決死隊) – „Himmelfahrtskommando“ und „Kuropatokin-hōdai“ (クロパトキン砲台) – „Kuropatkin-Geschützstellung“.

## Bilder

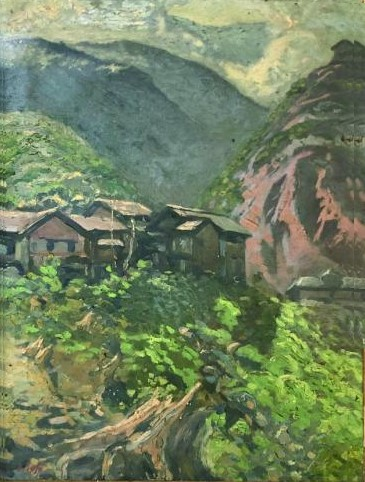
Landschaft
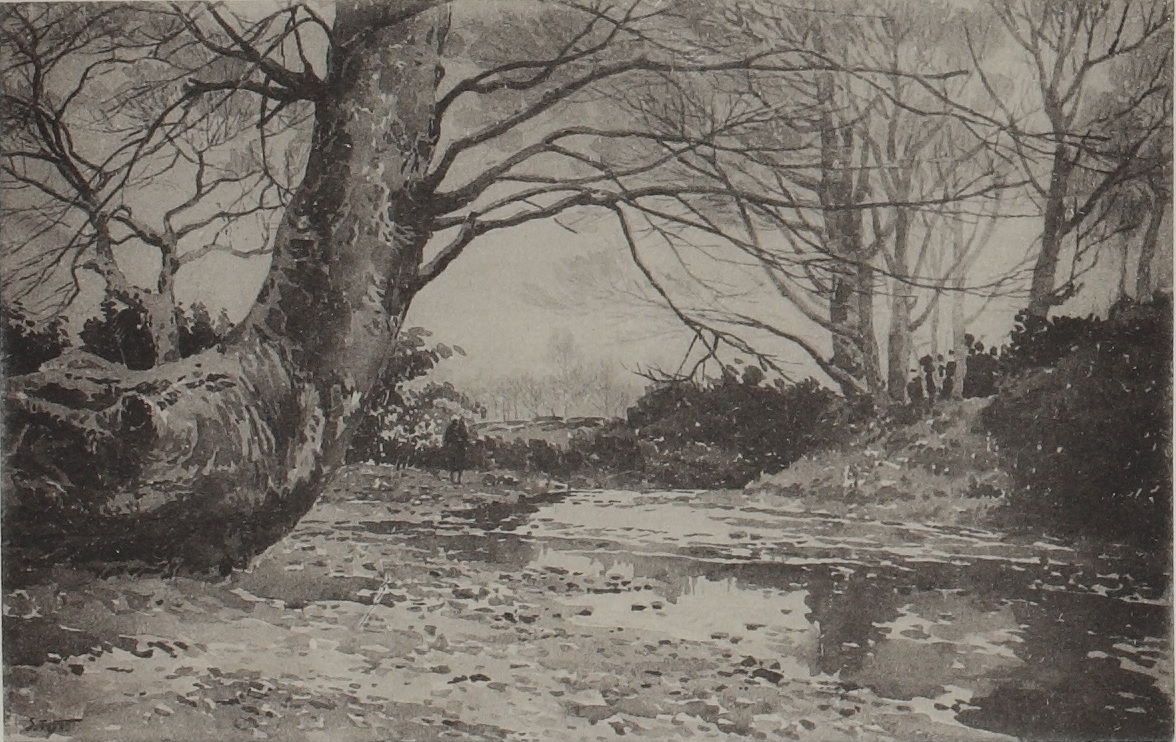
Landschaft
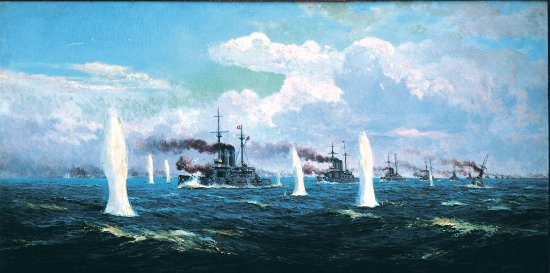
Schlacht bei Tsushima
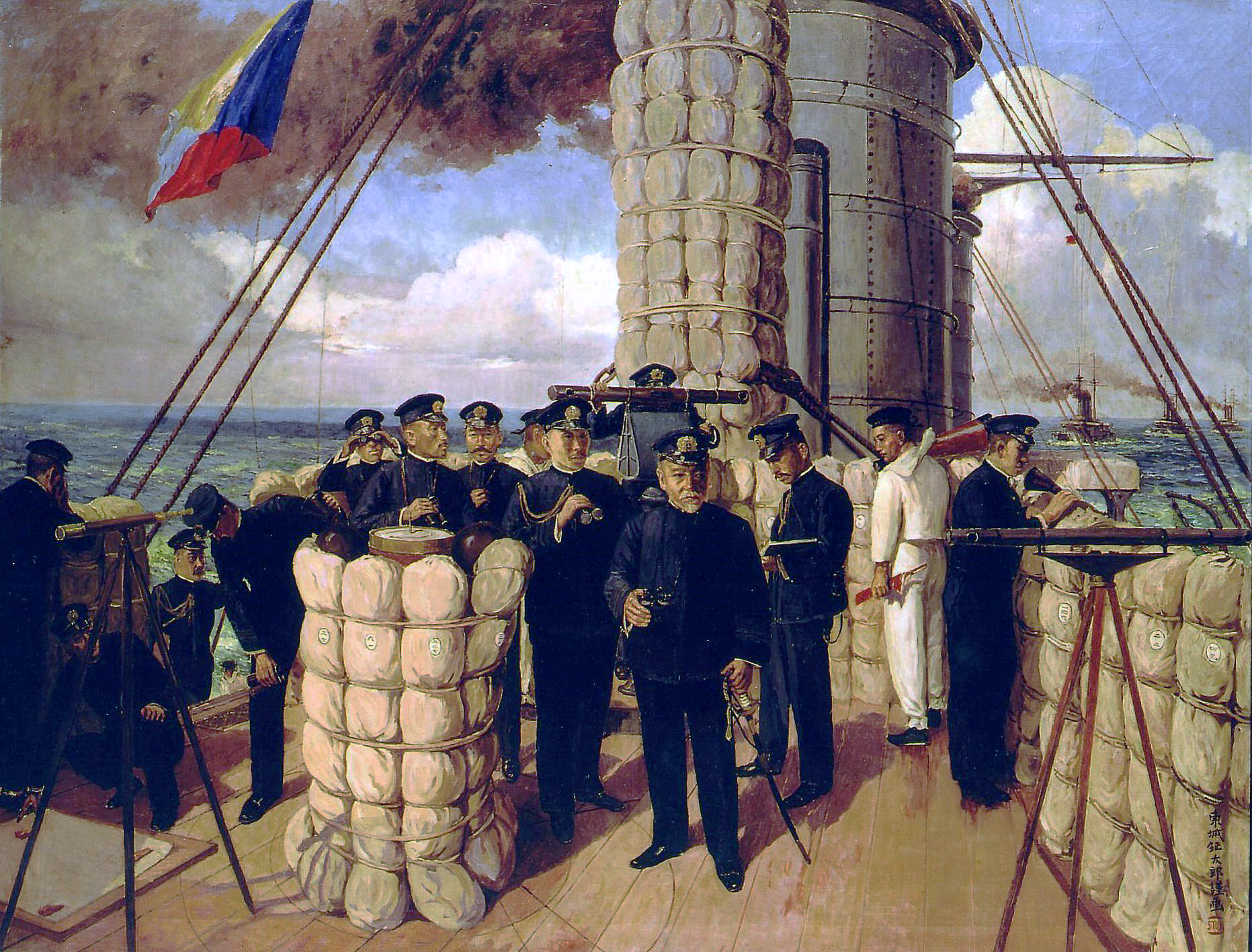
Admiral Tōgō Heihachirō auf der Brücke der „Mikasa“
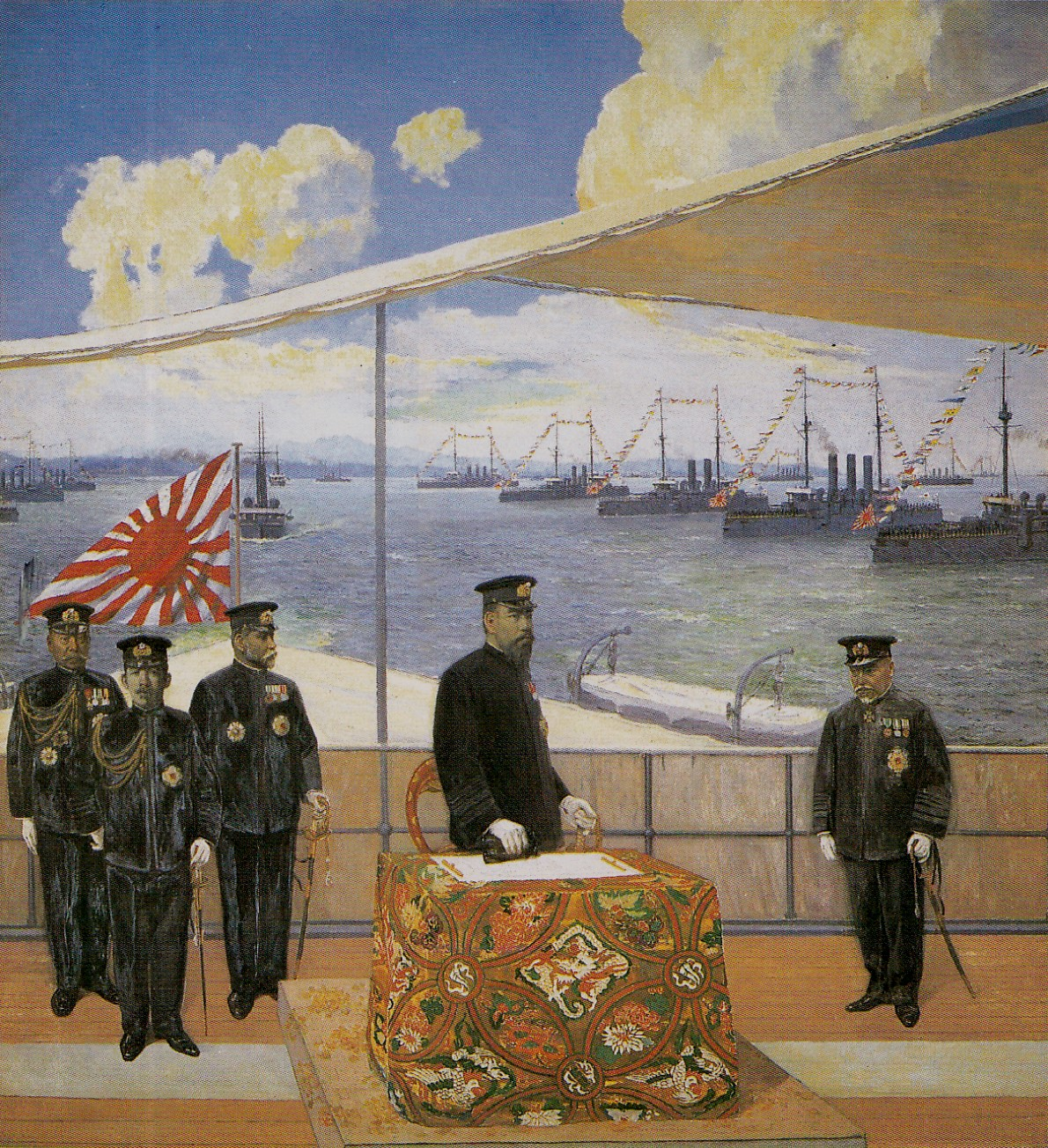
„Triumphale Flottenparade“